# Holomitriopsis laevifolia
Holomitriopsis laevifolia là một loài Rêu trong họ Dicranaceae. Loài này được (Broth.) H. Rob. mô tả khoa học đầu tiên năm 1965.